# Honda FT500
La Honda FT500 Ascot es una motocicleta de un solo cilindro de 497cc de desplazamiento producida por Honda a principios de los 1980s.
En el nombre Honda FT500 Ascot. FT es abreviatura de Flat Track "pista plana" y Ascot es el nombre de un circuito de competencia en lodo en California.
Importada a EE. UU. desde Japón en 1982 y 1983 no se vendió bien en ese país. Originalmente se vendía a un precio de US$2,195.- para 1984 los sobrantes eran vendidos a US$1,295.-.
En 1983-1984 se ofreció una versión con el mismo desplazamiento pero con un motor V2 de la misma potencia.
Con una potencia de 32 CV tenían un consumo de 50 mpgAm (21,3 kilómetros por litro) por lo que era una motocicleta muy conveniente.

## Falla común
La FT500C que se vendió en GB era de arranque eléctrico exclusivamente. La falta de arranque a pedal causó problemas ya que el buje del engrane de arranque trasero se gastaba (por falta de aceite ya que los conductos de aceite a ese buje no mandaban suficiente lubricación), por lo que el cambio de metales debe ser considerado cada servicio mayor.